# Charmaine Thomas
Charmaine Thomas, född 25 augusti 1974, är en antiguansk och barbudansk friidrottare. Hon deltog vid olympiska sommarspelen 1996.